# Fred Trump
Frederick Christ Trump Sr., detto Fred (New York, 11 ottobre 1905 – New York, 25 giugno 1999), è stato un imprenditore statunitense e padre di Donald Trump, 45° e 47º presidente degli Stati Uniti.

## Biografia
Nato in America da due genitori tedeschi: Il padre Frederick Trumpf, (il cognome Trump venne trascritto dopo l'emigrazione in America), fu il capostipite della famiglia Trump: nacque a Kallstadt in Renania nel 1869 e nel 1885 emigrò negli Stati Uniti, lavorando a New York come barbiere. Anche la madre Elisabeth Chris nacque a Kallstadt.  Aveva una sorella maggiore, Elizabeth Trump Walter (1904-1961) e un fratello minore, John George Trump (1907-1985).
Sempre in quell'anno, aprì hotel e ristoranti sulle spiagge dell'oceano Pacifico e nello Yukon, dove correva la febbre dell'oro. Ritornato a New York, si sposò con Mary Anne MacLeod Trump con cui ebbe cinque figli: Maryanne Trump Barry, Fred Trump Jr., Elizabeth Trump Grau, Donald Trump e Robert Trump.
Fred Trump iniziò la sua carriera nell'azienda del padre, affermandosi molto presto nel settore immobiliare con la costruzione di garage e poi di case mentre era ancora un adolescente. Perse il padre all'età di 13 anni, per via dell'influenza spagnola. Fred Trump ha intrapreso poi una carriera come sviluppatore immobiliare e come costruttore di alloggi in affitto a prezzi accessibili a New York City: ha costruito più di 27 000 appartamenti e case a schiera nelle vicinanze di Coney Island, Bensonhurst, Sheepshead Bay, Flatbush e Brighton Beach, a Brooklyn e Flushing, infine a Jamaica Estates nel Queens.
Dopo aver passato gli ultimi sei anni di vita malato di Alzheimer, Fred è deceduto per polmonite il 25 giugno 1999 al Long Island Jewish Medical Center di New York. I suoi figli (il più noto dei quali è Donald, 45° e 47º presidente degli Stati Uniti d'America) hanno ereditato una fortuna di 400 milioni di dollari a testa, oltre a quanto il padre aveva trasferito in vita.